# Riparia
Riparia (oeverzwaluwen) is een geslacht van zangvogels uit de familie zwaluwen (Hirundinidae).

## Soorten
Het geslacht kent de volgende soorten:
- Riparia chinensis  – Indische oeverzwaluw
- Riparia congica  – Congo-oeverzwaluw
- Riparia cowani – Madagaskaroeverzwaluw
- Riparia diluta  – Bleke oeverzwaluw
- Riparia paludicola  – Vale oeverzwaluw
- Riparia riparia  – Oeverzwaluw